# Mops bemmeleni
Tadarida bemmeleni — вид кажанів родини молосових.

## Середовище проживання
Країни поширення: Камерун, Демократична Республіка Конго, Кот-д'Івуар, Гвінея, Кенія, Ліберія, Руанда, Сьєрра-Леоне, Судан, Танзанія, Уганда. Він був записаний до 1700 м над рівнем моря на горі Німба вздовж кордону Кот-д'Івуара і Гвінеї. На заході свого ареалу вид пов'язаний з гірськими вологих тропічними лісами. У східній популяції, як правило, його можна знайти в саванах, пасовищах і рідколіссях.

## Стиль життя
Лаштує сідала у скелях, печерах і тріщинах.